# Горчаков, Александр Кириллович
Александр Кириллович Горчаков (1 (14) июля 1900, Екатеринодар — 11 августа 1960, Киев) — советский хирург, доктор медицинских наук, заслуженный деятель науки УССР (с 1954 года).

## Биография
Родился 1 (14 июля) 1900 года в городе Екатеринодаре Российской империи (ныне Краснодар). В 1924 году окончил Харьковский медицинский институт. В 1933—1941 годах работал ассистентом и доцентом 2-го Харьковского медицинского института. Член ВКП (б) с 1949 года. С 1950 года профессор Киевского стоматологического института, с 1954 года — Киевского медицинского института.
Награжден орденом Ленина, другими орденами и медалями.
Умер 11 августа 1960 года. Похоронен в Киеве на Байковом кладбище.

## Труды
Труды посвящены проблеме шока и эндокринной хирургии, в частности хирургии щитовидной железы и надпочечников.